# 지지 통신사
주식회사 지지 통신사 (株式会社時事通信社)는 1945년 11월에 창립된 일본의 민간 통신사이다.  동맹 통신사 (同盟通信社)의 법인 서비스 부문이 모체이다. 일본 국내 60곳과  해외 24곳에 지사와 총지국이 있다.
보도기관이나 출판사 등에 사건이나 정치 등의 일반 뉴스를 전달하고 있는 것 외에, 행정기관이나 금융기관에 대해서도 행정·경제의 전문 뉴스(실무 뉴스) 제공을 하고 있다.
종전에는 약어로 JP (JijiPress)를 사용했지만 현재는 Jiji 를 사용하고 있다.